# Monster (píseň, Lady Gaga)
"Monster" je píseň americké popové zpěvačky-skladatelky Lady Gaga. Píseň pochází z jejího druhého alba The Fame Monster. Produkce se ujal producent RedOne.